# General Lamadrid (departamento)

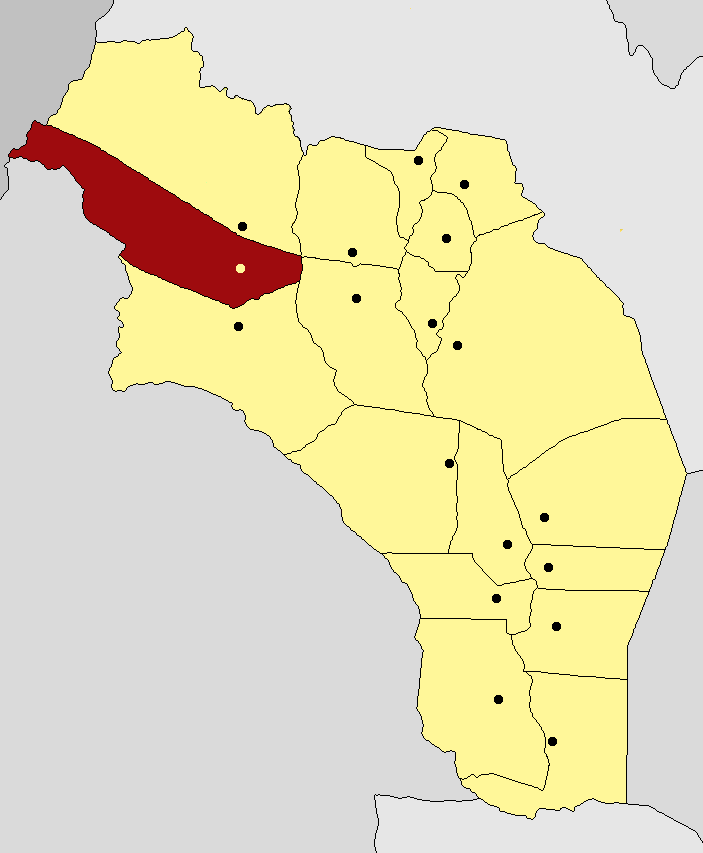
General Lamadrid (La Rioja - Argentina)

Departamento General Lamadrid é um departamento da província de La Rioja, na Argentina.